# Kinder Joy

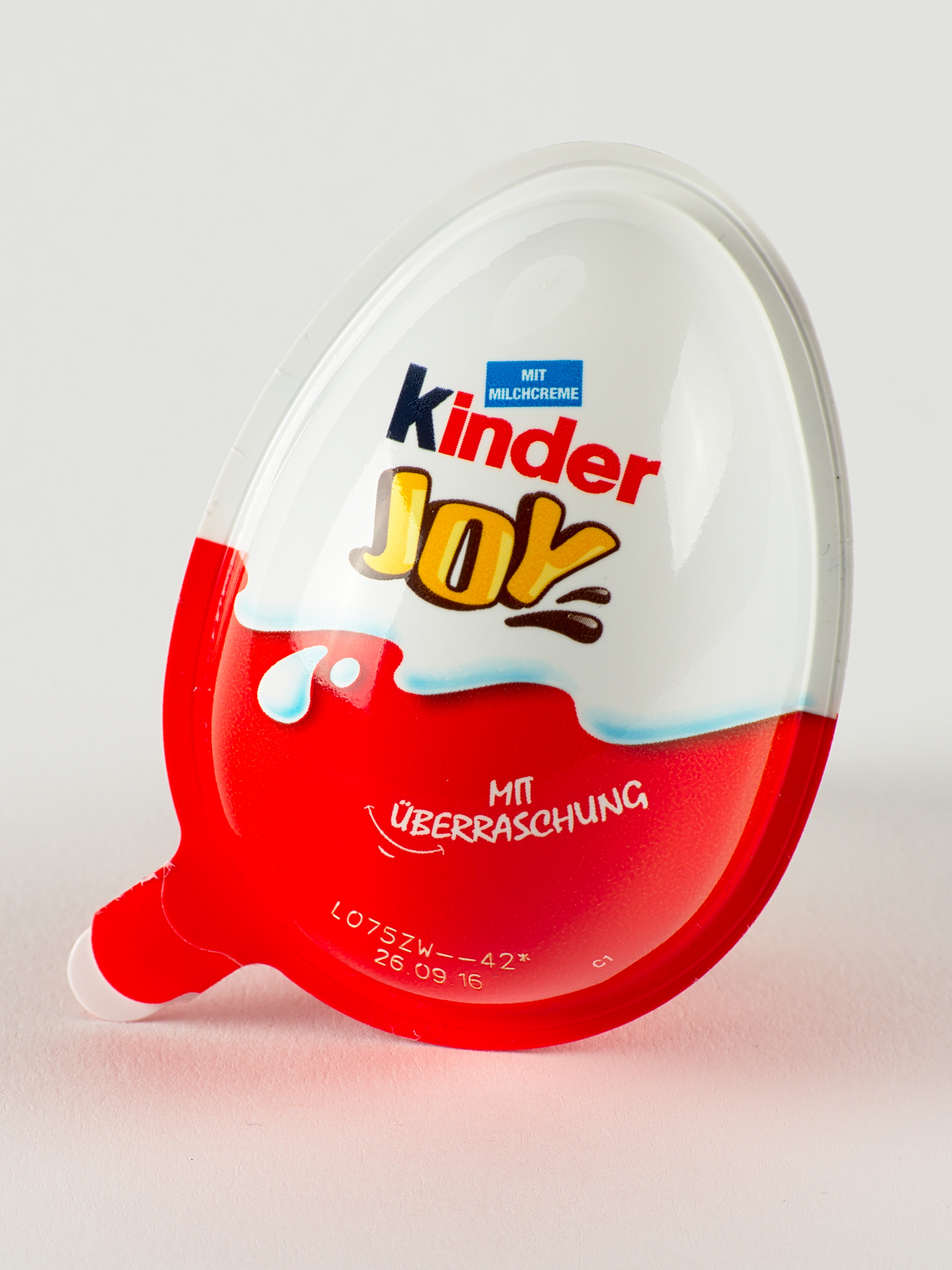
Ein „Kinder Joy“-Ei

Kinder Joy bzw. Kinder Merendero (wie es seit der Ersterscheinung in Italien genannt wird) ist ein Süßwarenprodukt von Ferrero, das 2001 erstmals in Italien erschien und seit 2006 auf dem deutschen Markt erhältlich ist.

## Verpackung und Inhalt

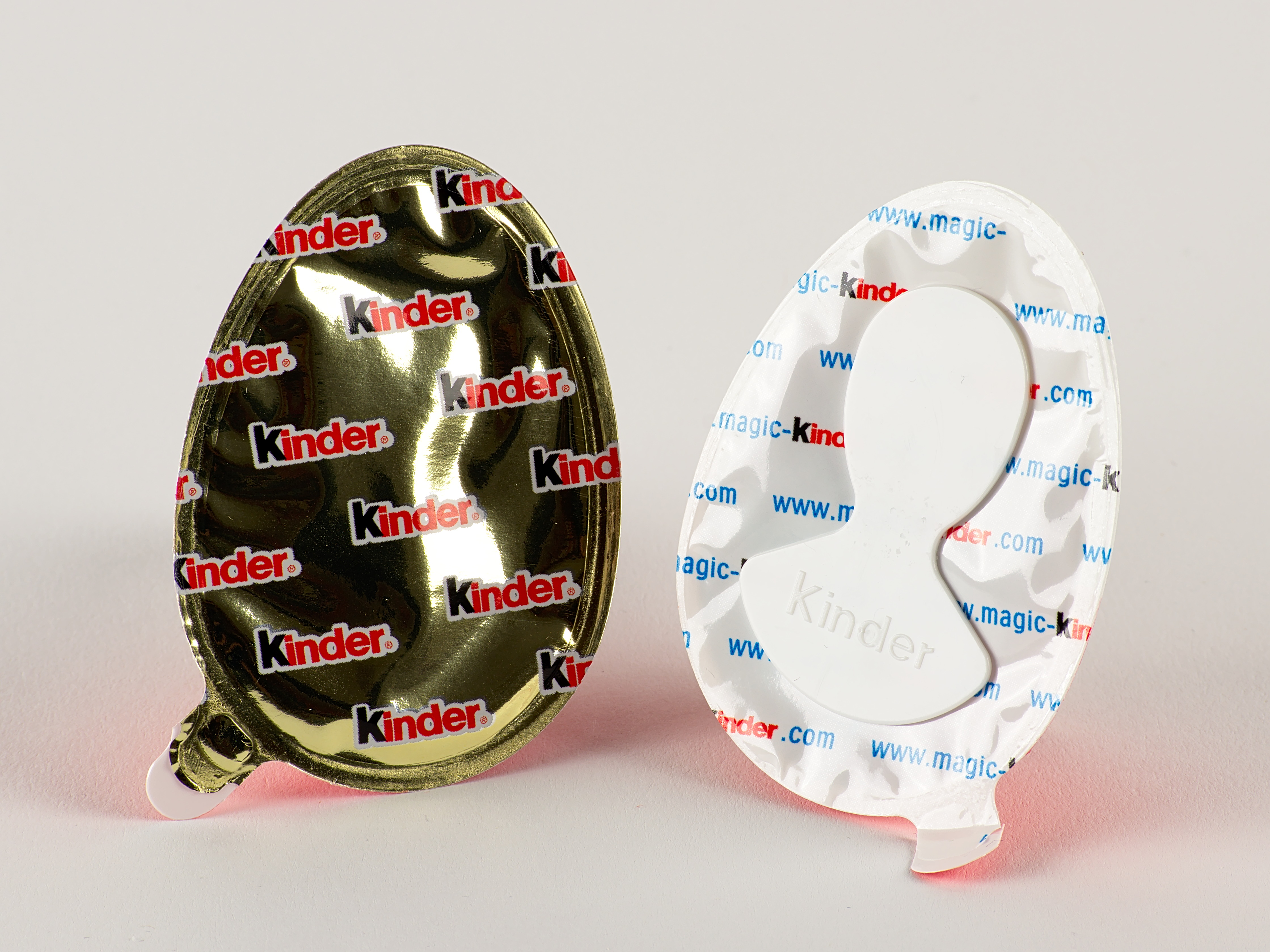
Getrennte Hälften

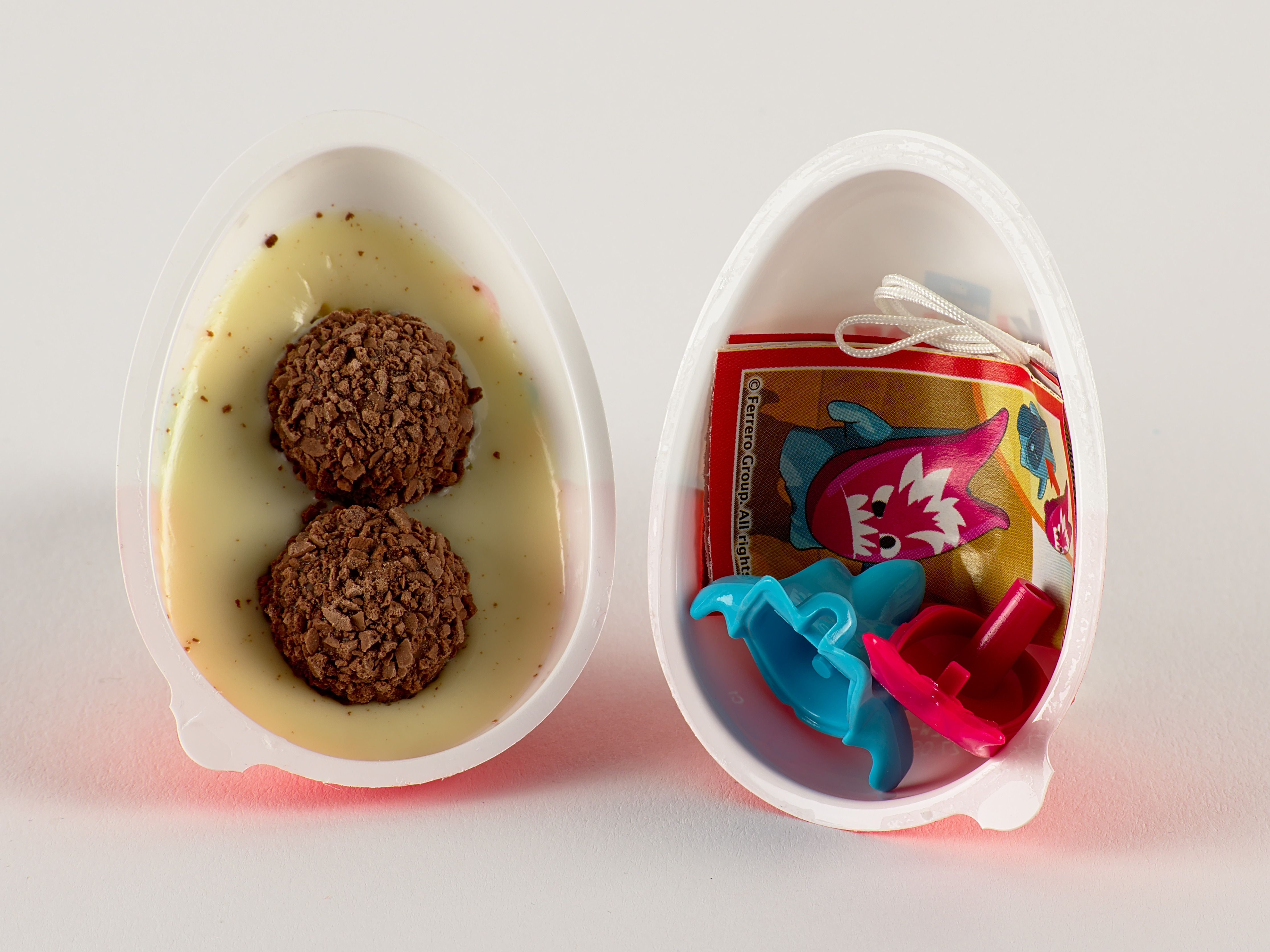
Inhalt: Süßigkeit und Spielzeug

Das Produkt besteht, ähnlich dem Überraschungsei, aus zwei gleich großen Schalen, die allerdings nicht aus Schokolade sind, sondern aus Plastik, und getrennt werden, indem man zwei Laschen auseinanderzieht. Beide Schalen sind jeweils mit einer abziehbaren Plastikfolie verschlossen. In der einen befinden sich die essbaren Anteile. In der anderen liegt das Spielzeug, die Figur, das Puzzle oder ähnliches; ein auf der Folie befestigter Plastiklöffel soll zum Essen dienen. Seit dem Verbot von Einweggeschirr im Jahr 2021 wurde der Plastiklöffel durch einen auf der Folie befestigten Papplöffel ersetzt.
Es gibt noch andere Ausführungen des Kinder Joy, unter anderem „mit MagicVision“. Anstelle der Figuren befinden sich hier kleine Heftchen zum Sammeln. Auch existiert ein tragetaschenähnliches 3er-Pack, sowie ein 6er-Pack in Form eines Schiffes, das bisher nur in Italien erschien. Das Schiff soll, ob mit oder ohne Eier-Inhalt, sogar schwimmen.

### Essbarer Anteil
Es befinden sich etwa 20 g Lebensmittel in einem Kinder Joy. Dieses besteht aus einer Milchcreme (36,5 %), einer Milch-Kakaocreme (30,5 %) und zwei Knusperkugeln (32,5 %), die mit einer zarten Kakaofettglasur (5,5 %) umhüllt sind.
Zutaten: Zucker, pflanzliche Fette, Magermilchpulver, Weizenmehl, fettarmer Kakao, Halbbitterschokolade (Zucker, Kakaomasse, Kakaobutter, Emulgator Sojalecithin, Vanillin), Emulgator Sojalecithin, Weizenstärke, Sonnenblumenöl, Milcheiweiß, Vanillin, Backtriebmittel: Natriumhydrogencarbonat, Ammoniumcarbonat, Speisesalz.

## Herkunft
Ausschlaggebend für den Ursprung und die Intention dabei war, die Einnahmequellen in den heißen Sommermonaten zu sichern. In Deutschland ist die Sommerpause relativ kurz und die Temperaturen sind nicht so extrem hoch, deshalb gibt es Kinder Joy in Deutschland und in nördlicheren Ländern erst seit Mitte der 2000er Jahre und nur für ein paar Sommerwochen. In Italien dagegen sind die Sommermonate sehr heiß, wodurch normale Überraschungseier schmelzen bzw. aufweichen würden und man sie nicht mehr verkaufen könnte. Aus diesem Grund brachte man dort das Merendero-Ei auf den Markt.
Kinder Joy sind auch in den Vereinigten Staaten erhältlich, wohingegen Überraschungseier nicht importiert werden dürfen, da Lebensmittel mit einem eingebetteten nicht-nahrhaften Gegenstand aufgrund des Federal Food, Drug, and Cosmetic Act von 1938 verboten sind.